# Grade (gruppo musicale)
I Grade furono un gruppo hardcore punk/emo canadese.

## Storia
I loro primi album studio, Separate the Magnets e Such Is Progress furono pubblicati nel 1998. Permisero ai Grade di acquistare notorietà andando in tour assieme a gruppi come Jimmy Eat World e Fugazi.
Nel 1999 firmarono per Victory Records e realizzarono un EP, Triumph and Tragedy ed anche Under the Radar.
Nel 2000 uscì The Embarrassing Beginning, una collezione dei loro vecchi brani.
Sempre nel 2000 rimpiazzarono il chitarrista Greg Taylor con Brad Casarin, ed il batterista Chris Danner, con Charlie Moniz.
L'anno successivo pubblicarono l'album Headfirst Straight to Hell.
La band si sciolse ad inizio 2002.

## Discografia

### Album in studio
- 1998 - Separate the Magnets
- 1998 - Such Is Progress
- 1999 - Under the Radar
- 2000 - The Embarrassing Beginning)
- 2001 - Headfirst Straight to Hell

### EP
- 1999 - Triumph and Tragedy

### Compilation
- 2000 - Victory Style 4
- 2002 - Rock Music, A Tribute To Weezer
- 2002 - Punk Chunk 2
- 2002 - Victory Style 5
- 2003 - Smoking Popes Tribute
- 2003 - Punk Goes Acoustic